# Jaroszowiec

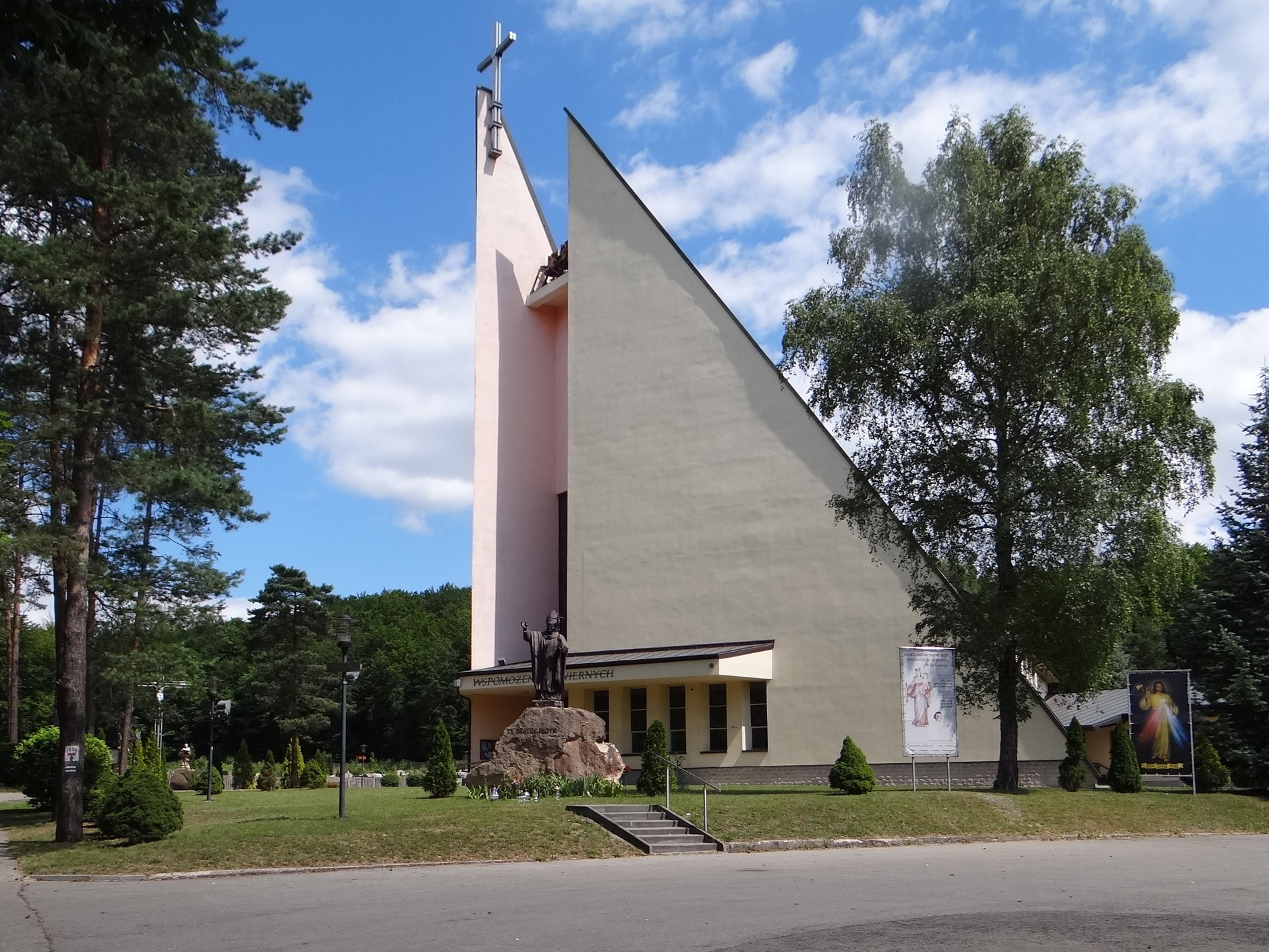
Kościół NMP i WW

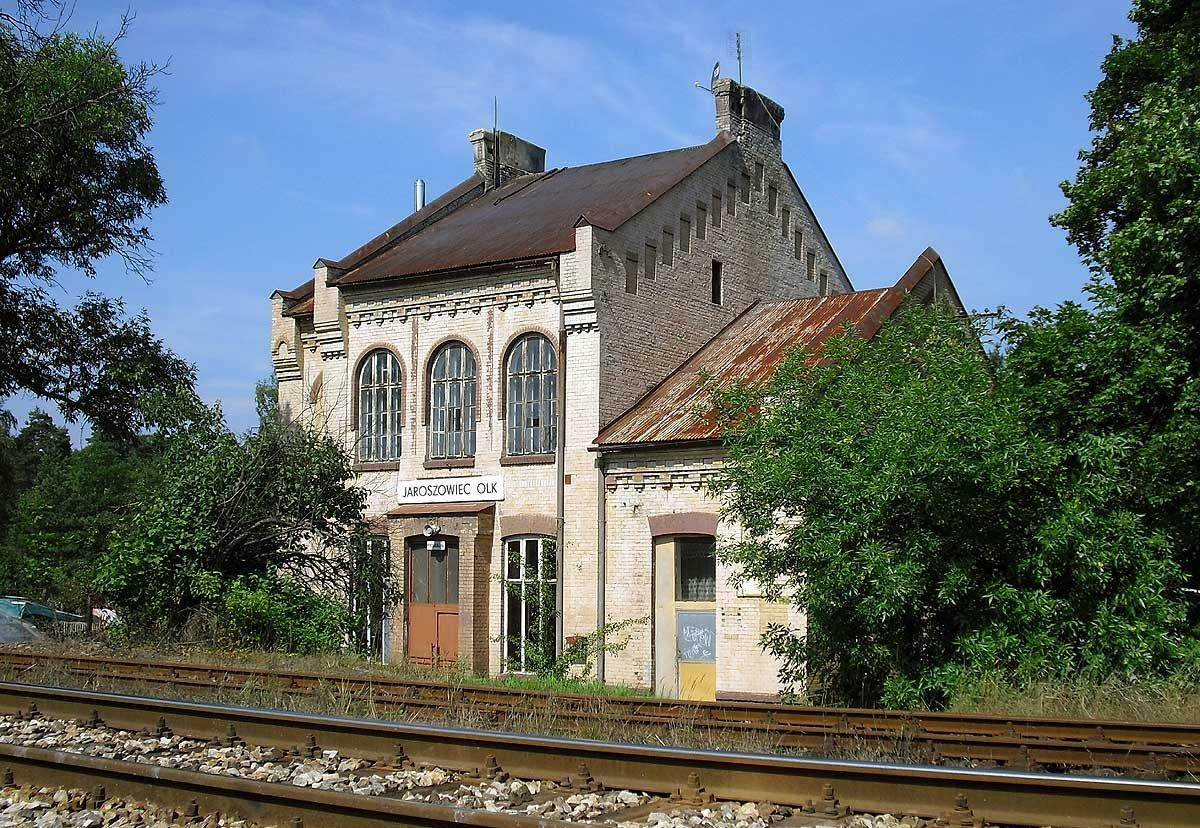
Dworzec kolejowy (2011)

Jaroszowiec – wieś w Polsce położona w województwie małopolskim, w powiecie olkuskim, w gminie Klucze. Wieś przemysłowa z XIX w. położona niedaleko Olkusza.
W latach 1954–1972 wieś należała i była siedzibą władz gromady Jaroszowiec. W latach 1975–1998 miejscowość położona była w województwie katowickim.

## Nazwa wsi
Według legendy nazwa Jaroszowiec wywodzi się od gajowego Jarosza, który wypasał tu owce.

## Historia
Na początku XIX w. działała tu kopalnia rud żelaza, a od końca owego wieku także cementownia (Kopalnia rudy żelaza i cementownia „Klucze”). Zamknięto je w czasach wielkiego kryzysu. W 1913 wybudowano dworzec kolejowy noszący wówczas nazwę Rabsztyn, który to znajduje się w połowie drogi kolejowej między Jaroszowcem a Olkuszem.
W połowie listopada 1952 otwarto Zakłady Budowlane i Montażowe „Szkłobudowa I”, a w 1959 rozpoczęto budowę Huty Szkła Walcowanego, która rozpoczęła produkcję w sierpniu 1961. Przy zakładach wybudowano osiedle mieszkaniowe oraz dom kultury, basen, przedszkole i ośrodek zdrowia, później wybudowano także szkołę podstawową, która obecnie nosi imię Orła Białego. W latach 1955–1972 Jaroszowiec był siedzibą gromady Jaroszowiec.

## Zabytki
W Jaroszowcu zachowało się kilka zabytków przemysłowych i budynków. Są to m.in. XIX-wieczna willa dyrektora oraz cztery kamienice.

## Turystyka
Miejscowość znajduje się na Wyżynie Olkuskiej w obrębie Wyżyny Krakowsko-Częstochowskiej. Otoczona jest porośniętymi lasem wzgórzami z wapiennymi ostańcami: Cerkiewska Góra, Maniakówka, Pod Wieżą, Stołowa Góra, Jastrząbka, Zubowe Skały, Grzęda Olkuska, Nad Kopalnią, Parzenica, Plikowe Skałki. Na wzgórzach tych znajduje się kilka jaskiń, m.in. są to: Jaskinia Twarda, Jaskinia Błotna, Jaskinia Jaroszowska, Jaskinia Lodowa w Jaroszowcu, Szczelina Jaroszowska.

## Sport
W Jaroszowcu działa Klub Sportowy „Unia Jaroszowiec” zarządzający stadionem LKS „Unia”. 5 stycznia 2005 otwarto nowy wyciąg narciarski na miejscu starego wyciągu zaczepowego, działającego od ćwierć wieku, który spłonął w poprzednim roku. Trasa zjazdowa ma 165 m długości przy nachyleniu stoku 30 stopni, co daje różnicę poziomów niemal 27 m. Nowy talerzykowy, bezpodporowy wyciąg o niskim prowadzeniu liny z 34 talerzykami umożliwia przewóz pięciuset osób w ciągu godziny.
Znajduje się tu także basen kryty o wymiarach: 25 × 12,5 m. Przy basenie jest nieduży hotelik oraz sauna, siłownia, plac zabaw i bufet. Basen otoczony jest z trzech stron lasem. Niedaleko basenu znajduje się olbrzymi dół – pozostałość po kopalni z XIX w., w którym niekiedy zbiera się woda, tworząc stawik.

## Obiekty
W centrum Jaroszowca znajdują się szkoła podstawowa, przedszkole, ośrodek zdrowia, apteka, kościół, cmentarz parafialny, dom kultury Hutnik oraz kwiaciarnia, kawiarnia, bar, sklepy spożywczo-przemysłowe. Na terenie Jaroszowca działają zakłady przemysłowe: Glassolutions Saint – Gobain (dawniej tj. od 2001 r. do 2011 r.: Glaspol), Pap Pol, Huta Szkła, Szkłomasz. Przy domu kultury „Hutnik” działa biblioteka publiczna. Na terenie Jaroszowca znajduje się także Wojewódzki Szpital Chorób Płuc. Autorem projektu architektonicznego zespołu szpitalnego z początku lat 30. XX w. był inż. arch. Jan Witkiewicz Koszczyc, a budowa (zrealizowana tylko w części) kosztowała 6 mln przedwojennych złotych.
W Jaroszowcu znajduje się kościół pw. Najświętszej Maryi Panny Wspomożycielki Wiernych będący jednym z sanktuariów diecezji sosnowieckiej. Parafia erygowana została w 1978 roku przez biskupa kieleckiego Jana Jaroszewicza, choć kaplica (z obrazem pędzla Jana Szczęsnego-Stankiewicza, ucznia Jana Matejki) istniała tam od lat 20. XX w.

## Transport
Stacja kolejowa Jaroszowiec Olkuski na linii kolejowej Tunel – Olkusz – Sosnowiec. Przez Jaroszowiec przebiega też Linia Hutnicza Szerokotorowa (LHS).